# Throop
Throop is een plaats (borough) in de Amerikaanse staat Pennsylvania, en valt bestuurlijk gezien onder Lackawanna County.

## Demografie
Bij de volkstelling in 2000 werd het aantal inwoners vastgesteld op 4010.
In 2006 is het aantal inwoners door het United States Census Bureau geschat op 3996, een daling van 14 (-0,3%).

## Geografie
Volgens het United States Census Bureau beslaat de plaats een oppervlakte van
13,0 km², geheel bestaande uit land.

## Plaatsen in de nabije omgeving
De onderstaande figuur toont nabijgelegen plaatsen in een straal van 8 km rond Throop.